# Struktur der Evangelisch-Lutherischen Kirche in Thüringen
Die Evangelisch-Lutherische Kirche in Thüringen, die bis 2008 bestand, war in drei Aufsichtsbezirke Süd, Ost und West eingeteilt, die insgesamt 18 Superintendenturen (kurz auch: Supturen) umfassten. Zum 1. Januar 2009 schloss sie sich mit der Evangelischen Kirche der Kirchenprovinz Sachsen zur Evangelischen Kirche in Mitteldeutschland (EKM) zusammen.

## Aufsichtsbezirk Süd
Der Aufsichtsbezirk Süd wird vom Kreiskirchenamt in Meiningen verwaltet und umfasst die Superintendenturen
- Arnstadt-Ilmenau
- Bad Salzungen-Dermbach
- Hildburghausen-Eisfeld
- Meiningen
- Rudolstadt-Saalfeld
- Sonneberg

### Superintendentur Arnstadt-Ilmenau
Die Superintendentur grenzt an folgende Kirchenkreise: im Norden an Erfurt, im Nordosten an Weimar, im Osten an Rudolstadt-Saalfeld, im Süden an Hildburghausen-Eisfeld, im Südwesten an Henneberger Land mit Sitz in Suhl, im Westen an Waltershausen-Ohrdruf und im Nordwesten an Gotha.
Die Superintendentur Arnstadt-Ilmenau wurde 1920 geschaffen und umfasst das Gebiet des Ilm-Kreises mit Ausnahme der Orte Schmiedefeld am Rennsteig, Stützerbach, Frauenwald (SI Henneberger Land), Gräfenroda, Geschwenda, Gehlberg, Frankenhain (SI Waltershausen-Ohrdruf), Kirchheim (SI Erfurt) und Herschdorf (SI Rudolstadt). Heute umfasst die Superintendentur 25 Kirchengemeinden mit ca. 27.000 Gemeindegliedern.
Der Vorsitzende der Kreissynode ist Stefan Ibrügger aus Ilmenau-Roda. Die beiden Oberpfarrer sind Horst Laube und Hansgünther Reichelt.

#### Ehemalige Superintendenten
- Michael Hundertmark (bis 2006)

#### Zugehörige Kirchgemeinden
Das Gebiet der Superintendentur ist in insgesamt 25 Kirchgemeinden unterteilt (In Klammern zugehörige Kirchen, alle Ilm-Kreis, außer wenn anders angegeben, in Klammern mit + sind Orte aufgeführt, die keine eigene Kirche besitzen und die Kirche des Nachbarortes mitnutzen):
- Angelhausen-Oberndorf (350 Mitglieder; Kirchen in Angelhausen, Oberndorf und Dornheim)
- Arnstadt (4.300 Mitglieder; Liebfrauenkirche, Oberkirche, Bachkirche, Kirche in Rudisleben)
- Dienstedt (Kirchen in Dienstedt, Breitenheerda (Landkr. SLF), Barchfeld (Landkr. AP), Großhettstedt, Kleinhettstedt)
- Elxleben (Kirchen in Elxleben, Gügleben, Elleben, Alkersleben, Ettischleben, Riechheim)
- Espenfeld (Kirchen in Espenfeld, Siegelbach und Dosdorf)
- Gehren (Kirchen in Gehren, Jesuborn und Möhrenbach)
- Geraberg (Kirchen in Geraberg, Elgersburg, Angelroda, Martinroda, Neusiß)
- Gillersdorf (Kirchen in Gillersdorf (+Friedersdorf), Willmersdorf, Pennewitz, Garsitz (Landkr. SLF), Dörnfeld/H. (Landkr. SLF))
- Gräfinau-Angstedt (Kirchen in Gräfinau-Angstedt, Wümbach, Bücheloh)
- Griesheim (Kirchen in Griesheim (+Hammersfeld), Cottendorf, Dörnfeld/I., Geilsdorf, Nahwinden, Döllstedt, Ehrenstein)
- Großbreitenbach (1330 Mitglieder; Großbreitenbach und Böhlen (+Wildenspring))
- Holzhausen (460 Mitglieder; Kirchen in Holzhausen, Bittstädt, Sülzenbrücken und Haarhausen)
- Ichtershausen (Kirchen in Ichtershausen, Eischleben, Molsdorf (Stadt EF), Rehestädt, Thörey, Rockhausen)
- Ilmenau (3.400 Mitglieder; St.-Jakobus-Kirche (+Oberpörlitz), Kreuzkirche, Kirche in Manebach, Kirche in Roda)
- Langewiesen (Kirchen in Langewiesen und Oehrenstock)
- Marlishausen (Kirchen in Marlishausen, Branchewinda, Dannheim, Görbitzhausen, Hausen, Wüllersleben)
- Neuroda (Kirchen in Neuroda, Kettmannshausen, Schmerfeld, Traßdorf, Reinsfeld und Wipfra)
- Neustadt am Rennsteig (Michaeliskirche, Schwarzburger Kirche sowie die Kirche in Altenfeld)
- Oberwillingen (Kirchen in Oberwillingen, Niederwillingen, Behringen, Roda, Großliebringen und Kleinliebringen)
- Plaue (Kirchen in Plaue, Liebenstein, Kleinbreitenbach und Rippersroda)
- Singen (Kirchen in Singen, Gösselborn, Hengelbach (Landkr. SLF), Paulinzella (Landkr. SLF))
- Stadtilm (Kirchen in Stadtilm und Oberilm)
- Unterpörlitz (Kirchen in Unterpörlitz (+ Pörlitzer Höhe) und Heyda)
- Witzleben (Kirchen in Witzleben, Achelstädt, Wülfershausen, Ellichleben, Bösleben und Osthausen)

### Superintendentur Bad Salzungen-Dermbach
Die Superintendentur Bad Salzungen-Dermbach, die eine sehr unterschiedliche Prägung aufweist, ist eine der größten innerhalb der Evangelisch-Lutherischen Kirche in Thüringen. Sie umfasst 29 Kirchengemeinden mit ca. 35.000 Gemeindegliedern. Derzeitiger Superintendent ist Ulrich Lieberknecht (Stand Juli 2016).
Der Vorsitzende der Kreissynode war bis 2007 Ulrich Rohmer aus Weilar. Die beiden Oberpfarrer sind Helmut Tonndorf (Schwallungen) und Gerald Kotsch (Dermbach).

#### Ehemalige Superintendenten
- Andreas Müller

#### Zugehörige Kirchgemeinden
Das Gebiet der Superintendentur umfasst folgende Kirchgemeinden:
- Bad Liebenstein
- Bad Salzungen
- Breitungen
- Dermbach
- Dorndorf und Merkers
- Empfertshausen
- Fischbach
- Frankenheim/Rhön
- Gehaus und Oechsen
- Kaltennordheim
- Kaltensundheim
- Kaltenwestheim
- Kieselbach und Frauensee
- Möhra
- Oberweid
- Pferdsdorf/Rhön
- Roßdorf
- Schwallungen
- Schweina
- Stadtlengsfeld
- Steinbach
- Sünna
- Tiefenort
- Urnshausen
- Vacha und Oberzella
- Völkershausen
- Weilar
- Wernshausen

### Superintendentur Hildburghausen-Eisfeld
Die Superintendentur umfasst 20 Pfarrämter, ihr derzeitiger Superintendent (Stand: 2005) ist Michael Kühne. Vorsitzender der Kreissynode ist Ulrich Neundorf.
Die Pfarrämter der Superintendentur sind:
- Hildburghausen
- Bedheim-Pfersdorf
- Biberschlag
- Brünn
- Crock
- Eisfeld
- Gleichamberg
- Heldburg-Ummerstadt
- Heldburg-Rieth
- Heubach
- Häselrieth
- Marisfeld
- Masserberg
- Reurieth
- Sachsenbrunn
- Schönbrunn
- Streufdorf-Stressenhausen
- Themar
- Veilsdorf
- Westhausen

### Superintendentur Meiningen
Die Superintendentur umfasst 20 Pfarrämter (Kirchspielen). Derzeitige Superintendentin ist Beate Marwede; Oberpfarrer ist Thomas Perlick und Vorsitzender der Kreissynode ist Christoph Gann (Stand: 2016).
Die Pfarrämter der Superintendentur sind:
- Bettenhausen-Helmershausen
- Bibra
- Friedelshausen
- Hermannsfeld
- Jüchsen
- Kirchengemeinde Meiningen
  - Meiningen I
  - Meiningen II
  - Meiningen III
- Metzels
- Milz im Grabfeld
- Obermaßfeld-Grimmenthal
- Queienfeld
- Römhild
- Stepfershausen
- Unterkatz
- Vachdorf
- Walldorf
- Wasungen
- Kirchengemeinde Zella-Mehlis
  - Zella-Mehlis I
  - Zella-Mehlis II

### Superintendentur Rudolstadt-Saalfeld
Die Superintendentur umfasst 38 Pfarrämter mit 39 Pastoren, 19 hauptamtlichen Mitarbeitern und etwa 36.500 Gemeindegliedern, die etwa 30 % der Gesamtbevölkerung ausmachen. Sie ist die größte Superintendentur der Thüringischen Landeskirche; ihr derzeitiger Superintendent (Stand: 2006) ist Peter Taeger. Oberpfarrer sind Beate Kopf und Reinhard Zimmermann, Vorsitzender der Kreissynode ist Eberhard Rau.
Die Pfarrämter der Superintendentur sind:
- Rudolstadt
- Allendorf
- Bad Blankenburg
- Braunsdorf
- Drognitz
- Döschnitz
- Gräfenthal-Großneundorf
- Heilingen
- Hoheneiche
- Kamsdorf
- Katzhütte
- Kaulsdorf
- Kirchhasel
- Königsee
- Könitz
- Lehesten
- Leutenberg
- Marktgölitz
- Mellenbach-Glasbach
- Meuselbach-Schwarzmühle
- Neusitz
- Oberhain
- Obernitz
- Oberweißbach
- Probstzella
- Quittelsdorf
- Remda
- Rudolstadt-Schwarza
- Rudolstadt-Volkstedt
- Saalfeld
- Saalfeld-Gorndorf
- Saalfeld-Graba
- Scheibe-Alsbach
- Schmiedefeld
- Teichel
- Uhlstädt
- Unterwellenborn
- Wallendorf

### Superintendentur Sonneberg
Die Evangelisch-Lutherische Superintendentur Sonneberg ist am Südhang des Thüringer Waldes gelegen und grenzt an die Superintendenturen Hildburghausen-Eisfeld und Rudolstadt-Saalfeld der Thüringer Landeskirche sowie an den Kirchenkreis Bayreuth der Evangelisch-Lutherischen Kirche in Bayern.
Superintendent seit dem Jahr 2005 ist Wolfgang Krauß.

#### Gebiet der Superintendentur
Die Superintendentur Sonneberg umfasst insgesamt 20 Kirchgemeinden mit ca. 21.300 Gemeindegliedern, die sich in 4 Gebiete aufteilen.
- Stadt Sonneberg:
  - Sonneberg

- Hinterland (Schaumburger Land):
  - Effelder
  - Mengersgereuth-Hämmern
  - Meschenbach (zum Pfarramt Rauenstein)
  - Rauenstein
  - Schalkau

- Unterland:
  - Judenbach
  - Gefell (zum Pfarramt Oberlind)
  - Heinersdorf (zum Pfarramt Judenbach)
  - Köppelsdorf
  - Mupperg
  - Neuhaus-Schierschnitz
  - Oberlind

- Oberland:
  - Haselbach (zum Pfarramt Spechtsbrunn)
  - Lauscha
  - Lichtenhain (zum Pfarramt Spechtsbrunn)
  - Neuhaus am Rennweg
  - Spechtsbrunn
  - Steinach
  - Steinheid

## Aufsichtsbezirk Ost
Der Aufsichtsbezirk Ost wird vom Kreiskirchenamt in Gera verwaltet und umfasst die Superintendenturen
- Altenburger Land
- Eisenberg
- Gera
- Greiz
- Jena
- Schleiz

### Superintendentur Altenburger Land
Die Superintendentur Altenburger Land ist die östlichste Superintendentur der Landeskirche, die im Westen an die Superintendentur Gera grenzt.
Die letzte Superintendentin war seit 2006 Anne-Kristin Ibrügger. Seit Dezember 2013 ist Jörg Dittmar bis zur Neubesetzung der amtierende Superintendent.
Die Superintendentur Altenburger Land umfasst folgende 14 Kirchspiele mit ca. 20.000 Gemeindegliedern:
- Altenburg (6 Kirchgemeinden)
- Altenburg-Zschernitzsch
- Dobitschen (7 Kirchgemeinden)
- Ehrenhain-Nobitz (4 Kirchgemeinden)
- Flemmingen (7 Kirchgemeinden)
- Gößnitz (4 Kirchgemeinden)
- Großenstein (12 Kirchgemeinden)
- Rositz (Lucka I)
- Meuselwitz (Lucka II, 4 Kirchgemeinden)
- Ronneburg
- Saara-Ponitz (6 Kirchgemeinden)
- Schmölln (5 Kirchgemeinden)
- Thonhausen (5 Kirchgemeinden)
- Treben

### Superintendentur Eisenberg
Die Superintendentur Eisenberg liegt zwischen Gera und Jena im Gebiet zwischen Elster und Saale und deckt im Wesentlichen das Gebiet des Saale-Holzland-Kreises ab. Sie umfasst 111 Kirchengemeinden in 205 Orten mit derzeit 31 Pfarrstellen und 14 Mitarbeitern im Verkündigungsdienst, die derzeit (Stand: 2006) ca. 24.000 Gemeindeglieder betreuen.
Das heutige Gebiet der Superintendentur entstand in den vergangenen 10 Jahren aus den früheren Superintendenturen Eisenberg, Camburg, Stadtroda und Kahla. Zunächst wurden die Supturen Eisenberg und Camburg zusammengelegt, anschließend wurden 1998 noch die Regionen Stadtroda und Kahla zugeordnet.
Superintendent ist Arnd Kuschmierz, Oberpfarrer ist Ulrich Katzmann, Vorsitzende der Kreissynode ist Christiane Kranich.
Die Pfarrämter der Superintendentur Eisenberg sind:
- Altendorf
- Bad Klosterlausnitz
- Bürgel
- Camburg-Region
- Camburg-Leislau
- Casekirchen
- Dorndorf
- Eckolstädt
- Eisenberg
- Etzdorf
- Frauenprießnitz
- Großkröbitz
- Gumperda
- Hainspitz
- Hermsdorf
- Hummelshain
- Kahla
- Königshofen
- Neidschütz
- Orlamünde
- Ottendorf
- Petersberg
- Renthendorf
- Schöngleina
- Seifartsdorf
- Stadtroda
- Stadtroda-Mörsdorf
- Trockenborn
- Tröbnitz

### Superintendentur Gera
In einer Neuordnung der Landeskirche nach dem Zweiten Weltkrieg wurden die Superintendenturen Gera-Stadt, Gera-Land und Weida eingerichtet. Im Jahr 1977 wurden die beiden Geraer Supturen vereinigt, im Zuge der Strukturreform im Jahr 1998 wurden die Superintendentur Gera und Weida zur neuen Superintendentur Gera vereinigt.
Die heutige Superintendentur Gera umfasst 21 Pfarrstellen mit etwa 22.000 Gemeindegliedern. Seit November 2002 ist Gabriele Schaller Superintendentin des Kirchenkreises. Vorsitzender der Kreissynode ist Klaus-Peter Machnitzke.
Die Superintendentur wird heute in die Stadt-Region, die Nord-Region und die Süd-West-Region eingeteilt. Die zugehörigen Pfarrämter sind:
- Stadt-Region
  - Pfarramt Gera (St. Trinitatis, St. Salvator, St. Johannis, Gemeindezentrum Bieblach)
  - Pfarramt Gera-Untermhaus
  - Pfarramt Frankenthal
  - Stadtjugendpfarramt Gera
  - Klinikseelsorge Waldklinikum Gera
  - Ev. Jugendhaus Shalom
- Nord-Region
  - Bad Köstritz
  - Gera Langenberg
  - Aga
  - Roschütz
  - Pölzig
  - St. Gangloff
- Süd-West-Region
  - Gera-Lusan
  - Gera-Zwötzen
  - Weida
  - Wünschendorf
  - Münchenbernsdorf
  - Niederpöllnitz
  - Sirbis
  - Markersdorf
  - Rüdersdorf

### Superintendentur Greiz
Das Zentrum der Superintendentur bilden die Städte Greiz sowie Zeulenroda-Triebes, der Sitz ist Greiz. Sie besteht aus 57 Kirchen mit 18 Pfarrämtern mit 25.000 Gemeindegliedern. Superintendent ist Andreas Görbert.
Die Pfarrämter der Superintendentur sind:
- Auma
- Berga/Elster
- Fraureuth
- Fröbersgrün-Schönbach
- Greiz
- Greiz-Caselwitz
- Greiz-Reinsdorf
- Herrmannsgrün-Mohlsdorf
- Hohenleuben
- Langenwetzendorf-Naitschau
- Langenwolschendorf
- Pöllwitz
- Steinsdorf
- Teichwolframsdorf
- Triebes
- Tschirma
- Waltersdorf
- Zeulenroda

### Superintendentur Jena
Die Superintendentur Jena hat ihren Sitz in Jena. Superintendent ist Sebastian Neuß.
Das Gebiet ist in die Regionen Mitte-Nord, West, Süd, Nord-West, Lobeda und Göschwitz-Rothenstein eingeteilt. Die Gemeinden der Superintendentur sind:
- Region Mitte-Nord
  - Seelsorgebezirk Stadtkirche
    - Stadtkirche St. Michael

  - Seelsorgebezirk Friedenskirche
    - Friedenskirche Jena

  - Seelsorgebezirk Löbstedt/Zwätzen
    - Löbstedt
    - Petri-Gemeindehaus
    - Zwätzen
- Region Ost (Seelsorgebezirke Wenigenjena und Gembdental)
  - Albert-Schweitzer-Gemeindehaus
  - Gemeindezentrum Lutherhaus
  - Großlöbichau
  - Jenaprießnitz
  - Kleinlöbichau
  - Schillerkirche
  - Ziegenhain
- Region West
  - Bucha
  - Coppanz
  - Göttern
  - Großschwabhausen
  - Hohlstedt
  - Isserstedt
  - Kleinschwabhausen
  - Magdala
  - Maina
  - Münchenroda
  - Nennsdorf
  - Oßmaritz
  - Ottstedt
  - Schorba
- Region Süd
  - Seelsorgebezirk Bonhoeffer-Gemeinde
    - Ammerbach
    - Burgau
    - Lichtenhain

  - Seelsorgebezirk Melanchthon-Gemeinde
    - Melanchthonhaus
    - Winzerla
- Region Nord-West
  - Altengönna
  - Beutnitz
  - Closewitz
  - Cospeda
  - Golmsdorf
  - Hainichen
  - Lehesten
  - Krippendorf
  - Kunitz
  - Löberschütz
  - Lützeroda
  - Nerkewitz
  - Neuengönna
  - Rödigen
  - Stiebritz
  - Vierzehnheiligen
  - Zimmern
- Region Lobeda
  - Drackendorf
  - Lobeda
  - Martin-Niemöller-Haus
  - Rutha
  - Zöllnitz
  - Wöllnitz
- Region Göschwitz-Rothenstein
  - Göschwitz
  - Jägersdorf
  - Leutra
  - Maua
  - Oelknitz
  - Rothenstein

### Superintendentur Schleiz
Die seit 1998 bestehende Superintendentur Schleiz mit Sitz in Schleiz besteht aus den ehemaligen Superintendenturen Pößneck, Neustadt/Orla, Lobenstein und Schleiz. Sie umfasst 35.000 Gemeindeglieder in über 140 Kirchengemeinden mit 34 Pfarrämtern. Superintendent ist Ralf-Peter Fuchs, Vorsitzender der Kreissynode Dieter Fischer, Oberpfarrerin Gisela Möcker.
Die Pfarrämter der Superintendentur sind:
- Schleiz I (Schleiz-Ost)
- Schleiz II (Schleiz-Nord)
- Schleiz III (Schleiz-West)
- Blankenberg
- Dittersdorf
- Ebersdorf
- Gahma
- Gefell
- Gössitz
- Harra
- Heberndorf
- Hirschberg
- Knau-Neundorf
- Krölpa
- Langenorla
- Linda
- Lobenstein
- Neunhofen
- Neustadt an der Orla
- Oettersdorf
- Oppurg
- Pillingsdorf
- Stadtkirchenamt Pößneck
- Pößneck
- Ranis
- Remptendorf
- Saalburg
- Seubtendorf
- Tanna
- Triptis
- Unterkoskau
- Weisbach
- Wernburg
- Wurzbach
- Ziegenrück
- Zoppoten

## Aufsichtsbezirk West
Der Aufsichtsbezirk West wird vom Kreiskirchenamt in Gotha verwaltet und umfasst die Superintendenturen
- Apolda-Buttstädt
- Bad Frankenhausen-Sondershausen (die nördlichen Exklaven)
- Eisenach-Gerstungen
- Gotha
- Waltershausen-Ohrdruf
- Weimar

### Superintendentur Apolda-Buttstädt
Die Superintendentur erstreckt sich länglich von Großheringen im Osten über den Landkreis Sömmerda hinweg bis nach Werningshausen im Westen. Zu ihr zählen 101 Ortschaften mit 90 Kirchengemeinden, die in 23 Kirchspielen zusammengeschlossen sind. Superintendentin ist Bärbel Hertel, Vorsitzender der Kreissynode Bernd Schwabe, Oberpfarrer sind Gisbert Stecher und Axel Walter. Sitz der Superintendentur ist Apolda.
Die Pfarrämter der Superintendentur sind:
- Kirchspiel Apolda
  - Stadtkirchenamt Apolda
  - Apolda II
  - Apolda III
- Bad Sulza
- Buttelstedt
- Buttstädt
- Großbrembach
- Großrudestedt
- Guthmannshausen
- Hardisleben
- Kapellendorf
- Kleinneuhausen
- Mattstedt
- Neumark
- Niederroßla
- Niedertrebra
- Oßmannstedt
- Rastenberg
- Riethnordhausen
- Schloßvippach
- Schöten
- Stotternheim
- Udestedt
- Werningshausen

### Superintendentur Bad Frankenhausen-Sondershausen
Die Superintendentur Bad Frankenhausen-Sondershausen ist die nördlichste Superintendentur der Landeskirche. Sie liegt als Exklave im Gebiet der Kirchenprovinz Sachsen. Zu ihr zählen der Großteil des Kyffhäuserkreises sowie Teile des Unstrut-Hainich-Kreises und des Landkreises Sangerhausen. Sie umfasst 80 Kirchengemeinden mit 84 Kirchen in 16 Kirchspielen mit 21 Pfarrstellen. Superintendent ist Roland Voigt, Vorsitzender des Präsidiums der Kreissynode ist Norbert Otte, Oberpfarrer sind Arne Tittelbach-Helmrich und Reinhard Süpke.
Die Kirchspiele der Superintendentur sind:
- Kirchspiel Bad Frankenhausen
  - Bad Frankenhausen I
  - Bad Frankenhausen II
- Allstedt (Helme)
- Ebeleben
- Kirchspiel Greußen
  - Greußen I
  - Greußen II
- Großenehrich
- Holzthaleben
- Körner
- Menteroda
- Oldisleben
- Ringleben
- Schernberg
- Schlotheim
- Kirchspiel Sondershausen
  - Sondershausen I
  - Sondershausen II
  - Sondershausen III
  - Sondershausen IV
  - Sondershausen V
- Westerengel
- Wolferstedt

### Superintendentur Eisenach-Gerstungen
Die im Westen der Landeskirche liegende Superintendentur Eisenach-Gerstungen umfasst 65 Kirchengemeinden mit 36 Pfarrämtern und umfasst etwa 30.000 Gemeindeglieder. Neben dem Sitz der Superintendentur ist Eisenach auch Sitz der Landeskirche.
Superintendent ist Wolfgang Robscheit, Vorsitzende der Kreissynode Susanne-Maria Breustedt. Oberpfarrer sind Stefan Köhler und Gesine Staemmler.
Die Pfarrämter der Superintendentur sind:
- Kirchspiel Eisenach (7 Gemeinden)
- Berka/Werra
- Bischofroda
- Creuzburg
- Dankmarshausen
- Eckardtshausen
- Fernbreitenbach
- Kirchspiel Gerstungen (2 Gemeinden)
- Gospenroda
- Großenlupnitz
- Ifta
- Lauchröden
- Marksuhl
- Melborn
- Mihla
- Mosbach
- Nazza
- Neuenhof
- Neukirchen
- Oberellen
- Ruhla
- Schönau
- Seebach
- Wutha-Farnroda

### Superintendentur Gotha
Die Superintendentur Gotha umfasst neben Teilen des Landkreises Gotha ebenfalls Teile des Wartburgkreises, des Unstrut-Hainich-Kreises sowie das Pfarramt Bienstädt der Stadt Erfurt im Osten. Sitz der Superintendentur ist Gotha, ihr gehören ca. 26.000 Gemeindeglieder in 23 Pfarrämtern an. Die Stelle des Superintendenten wird von Friedemann Witting bekleidet. Vorsitzender der Kreissynode ist Olaf Schneider-Rehberg, Oberpfarrer sind Annette Denner und Michael Weinmann.
Die Pfarrämter sind:
- Apfelstädt

Kirchen in Apfelstädt, Kornhochheim, Wandersleben
- Bienstädt

Kirchen in Bienstädt, Gierstädt, Großfahner, Kleinfahner, Töttelstädt
- Friemar

Kirchen in Friemar, Pferdingsleben, Tröchtelborn
- Goldbach

Kirchen in Goldbach, Bufleben, Hausen, Hochheim, Pfullendorf, Remstädt
- Gotha (Stadtkirche)

Pfarrämter: Augustinerkirche, Margarethenkirche, Versöhnungskirche, Schlosskirche, Kirche Siebleben
- Behringen

Kirchen in Großenbehringen, Craula, Hütscheroda, Oesterbehringen, Wolfsbehringen
- Gräfentonna

Kirchen in Gräfentonna, Aschara, Burgtonna, Eckardtsleben, Illeben, Wiegleben
- Herbsleben

Kirchen in Herbsleben, Döllstädt
- Ingersleben

Kirchen in Ingersleben, Gamstädt, Grabsleben, Großrettbach
- Metebach

Kirchen in Metebach, Aspach, Ebenheim, Neufrankenroda, Weingarten
- Molschleben

Kirchen in Molschleben, Ballstädt, Eschenbergen
- Mühlberg

Kirchen in Mühlberg, Röhrensee, Schwabhausen, Wechmar
- Neudietendorf

Kirchen in Neudietendorf (2×)
- Seebergen

Kirchen in Seebergen, Cobstädt, Günthersleben, Tüttleben
- Sonneborn

Kirchen in Sonneborn, Brüheim, Eberstädt, Friedrichswerth, Haina
- Sundhausen

Kirchen in Sundhausen, Boilstädt, Gospiteroda, Leina
- Wangenheim

Kirchen in Wangenheim, Reichenbach, Tüngeda, Warza, Westhausen
Siehe auch: Liste der Kirchen der Superintendentur Gotha

### Superintendentur Waltershausen-Ohrdruf
Die Superintendentur Waltershausen-Ohrdruf grenzt im Westen an die Superintendentur Eisenach, im Norden an die Superintendentur Gotha und im Osten an die Superintendentur Arnstadt-Ilmenau. Der Sitz befindet sich in Waltershausen. Zur Superintendentur gehören rund 19.000 Gemeindeglieder. Die Superintendentur umfasst 17 Pfarrämter.
Der Superintendent ist seit 2002 Andreas Berger.
Die Superintendentur Waltershausen-Ohrdruf umfasst folgende Pfarrämter:
- Crawinkel
- Finsterbergen
- Friedrichroda
- Geschwenda
- Gräfenhain
- Gräfenroda
- Hohenkirchen
- Hörselgau
- Mechterstädt
- Ohrdruf
- Schwarzhausen
- Schönau vor dem Walde
- Tabarz-Cabarz
- Tambach-Dietharz
- Waltershausen I
- Waltershausen II
- Winterstein

### Superintendentur Weimar
Zur Superintendentur Weimar zählen 21 Kirchengemeinden mit 27 Pfarrstellen und ca. 90 Gemeinden. Superintendent ist Henrich Herbst, Vorsitzender der Kreissynode ist Günter Meyn. Oberpfarrerin der Suptur ist Martina Berlich.
Die Kirchspiele sind:
- Weimar (6 Pfarrämter)
- Bad Berka
- Blankenhain
- Buchfart
- Großobringen
- Hochdorf
- Kerspleben
- Klettbach
- Kranichfeld
- Mellingen
- Niedersynderstedt
- Niederzimmern
- Nohra
- Oberweimar-Ehringsdorf
- Ramsla
- Schwerstedt
- Tannroda
- Tonndorf
- Umpferstedt
- Vieselbach

## Geschichtliche Struktur
Früher gliederte sich die Evangelisch-Lutherische Kirche in Thüringen in 40 Superintendenturen: Altenburg, Apolda, Arnstadt, Bad Frankenhausen, Bad Salzungen, Buttstädt, Camburg, Dermstadt, Ebeleben, Eisenach, Eisenberg, Eisfeld, Friedrichroda, Gera, Gerstungen, Gotha, Greiz (seit 1934, zuvor eigenständige Landeskirche), Hildburghausen, Ilmenau, Jena, Kahla, Königsee, Lobenstein, Meiningen, Meuselwitz, Neustadt/Orla, Ohrdruf, Pößneck, Rudolstadt, Saalfeld, Schleiz, Schmölln, Sondershausen, Sonneberg, Sonneborn, Stadtroda, Vacha, Vieselbach, Weida und Weimar.
Durch die innerdeutsche Grenzziehung gehörte bis 1991 auch Schmalkalden als 41. Superintendentur zur thüringischen Landeskirche. Dieses Gebiet gehörte jedoch früher als Exklave zur Evangelischen Kirche von Kurhessen-Waldeck (Sitz in Kassel), der es nach der Wende wieder angeschlossen wurde.